# Ben Boykewich
(Ben Boykewich durante una discussione con Henry che litiga dopo aver fatto sesso con Alice)
Benjamin "Ben" Boykewich è un personaggio della serie televisiva statunitense La vita segreta di una teenager americana. È l'ex fidanzato di Amy Juergens e l'ex marito di Adrienne Lee.
È descritto come un ragazzo sensibile, responsabile e disponibile nonostante sia qualche volta geloso. Si incarica di prendersi cura del bambino di Amy, la sua fidanzata. Successivamente, Ben e Amy rompono il fidanzamento e il ragazzo si sposa con Adrienne Lee, dalla quale avrà una figlia nata morta (sarà questa la causa della voglia di Ben di divorziare, cosa che avverrà in seguito). I suoi migliori amici sono Alice ed Henry.

## Biografia del personaggio

### Relazione con Amy
Ben voleva copulare con Grace Bowman ma la sua amica Alice lo informa che è cristiana è vuole rimanere vergine fino al matrimonio, e gli consiglia Amy, ragazza disperata da accettarlo. Per conquistarla decide di suonare nella banda. Ben anche se vuole copulare con lei non ci riuscirà mai per la negazione di Amy. Quando Ben sa che la sua ragazza è incinta decide di sposarla mentre stanno su una panchina a pranzare per un pic-nic; durante la gravidanza le consiglierà cosa è meglio per lei e il bambino e la difenderà. Si sposeranno nella cappella dell'amore anche se il matrimonio non è valido perché hanno utilizzato documenti falsi. Quando Amy informa Ricky sul bambino, il medico e l'adozione Ben diventerà geloso e romperà con Amy: successivamente farà pace. Si scontrerà con Ricky che ha consentito a Ben di avere il ruolo di padre per il bambino e come marito / fidanzato di Amy, perché Ricky non poteva permettersi di dare sostegno a John e Amy una vita agiata. Tuttavia il padre di Ben li assume tutti e due nella macelleria; raggiungeranno un certo livello di amicizia quando Amy partorirà.

### Il suo ruolo di padre
Quando John nasce Ben si chiede quale sia il suo vero ruolo e diventa più geloso di Ricky e proporrà ad Amy di copulare anche se lei rifiuta per paura di rimanere incinta. Riceverà un'offerta riguardante una vacanza a Bologna e ne parla con Amy anche se lei rifiuta perché deve frequentare la scuola estiva per finire il suo anno.
Successivamente Adrien e Ben finiranno per copulare nell'auto di Ben ma Adrien rimane incinta, di una bambina, che però purtroppo nascerà morta.